# Distrito electoral de Anna 1
Anna District 1 (en inglés: Anna District 1 Precinct) es un distrito electoral ubicado en el condado de Union en el estado estadounidense de Illinois. En el Censo de 2010 tenía una población de 885 habitantes y una densidad poblacional de 234,52 personas por km².

## Geografía
Anna District 1 se encuentra ubicado en las coordenadas 37°28′50″N 89°15′53″O / 37.48056, -89.26472. Según la Oficina del Censo de los Estados Unidos, Anna District 1 tiene una superficie total de 3.77 km², de la cual 3.77 km² corresponden a tierra firme y (0.07%) 0 km² es agua.

## Demografía
Según el censo de 2010, había 885 personas residiendo en Anna District 1. La densidad de población era de 234,52 hab./km². De los 885 habitantes, Anna District 1 estaba compuesto por el 95.48% blancos, el 0.23% eran afroamericanos, el 0.11% eran amerindios, el 0.56% eran asiáticos, el 0% eran isleños del Pacífico, el 2.15% eran de otras razas y el 1.47% pertenecían a dos o más razas. Del total de la población el 3.05% eran hispanos o latinos de cualquier raza.